# Franz Leopold Lafontaine
Franz Leopold Lafontaine (Biberach an der Riß, 14 gennaio 1756 – Mahilëŭ, 12 dicembre 1812) è stato un chirurgo tedesco.
Era il nonno materno della principessa Julia di Battenberg. È un antenato del principe Filippo, duca di Edimburgo, suo figlio Carlo III del Regno Unito e dei suoi discendenti, e dell'ex regina consorte Vittoria Eugenia di Battenberg e l'attuale famiglia reale spagnola.